# Richard S. Newman
Richard S. Newman né en 1930 et mort en 2003, est un universitaire connu pour être un historien des Afro-Américains, de contribuer aux African-American Studies. Ses travaux sur l'Église épiscopale méthodiste africaine (AME) et son fondateur Richard Allen font autorité.

## Biographie
Après ses études secondaires, il est accepté à l'université d'État de New York à Buffalo ou il obtient son baccalauréat universitaire (licence), il poursuit son parcours universitaire à l'Université Brown de Providence, dans l’État du Rhode Island où il soutient avec succès son Master of Arts (mastère 2) puis son doctorat (Ph.D) à l'université d'État de New York à Buffalo.
Richard S. Newman est professeur d'histoire au Rochester Institute of Technology. Son livre, Freedom's Prophet: Bishop Richard Allen, the AME Church, and the Black Founding Fathers (NYU Press), est une biographie attendue depuis longtemps sur Richard Allen, une figure majeure de la formation de l'Église épiscopale méthodiste africaine (AME),,,,.

## Œuvres
- Transformation of American Abolitionism, University of North Carolina Press, 2002, 22 avril 2002 (ISBN 978-0-8078-4998-9, lire en ligne),
- (en) Freedom's prophet : Bishop Richard Allen, the AME Church, and the Black founding fathers, New York, New York University Press, 2008, 365 p. (ISBN 978-0-8147-5826-7, lire en ligne),
- (en) Love Canal : a toxic history from Colonial times to the present, New York, Oxford University Press, USA, 2015, rééd. 2 mai 2016, 306 p. (ISBN 978-0-19-537483-4, lire en ligne),
- Abolitionism : A Very Short Introduction, Oxford University Press, USA, 2 août 2018, 176 p. (ISBN 978-0-19-021322-0, lire en ligne),